# Santo Antônio dos Milagres
Santo Antônio dos Milagres este un oraș în Piauí (PI), Brazilia.